# كريستين ميجر
كريستين ميجر هي فنانة ورسامة كندية، ولدت في 1966 في مدينة كيبك في كندا.